# Слєпцов Андрій Вікторович
Андрій Вікторович Слєпцов (нар. 19 жовтня 1975, м. Бучач, Тернопільська область, нині Україна) — український музикант, гітарист гурту «Гайдамаки».

## Життєпис
Батько — Віктор Васильович Слєпцов, був у складі радянського військового контингенту в ЧССР у 1968 році, колишній музикант-аматор. Мати — Ніна Дем'янівна — керуюча справами Бучацького райвиконкому (зокрема, у жовтні 1990), також голова виконкому Бучацької міської ради наприкінці радянського періоду (зокрема, супроводжувала Міну Рознер під час проходу містом у час її приїзду в травні 1990 року), міський голова на початку відновлення Незалежності України. Обидвоє закінчили, зокрема, Кремінецький лісотехнікум (Білокриниця), потім переїхали до Бучача, де працювали в місцевому лісгоспі.
Андрій закінчив середню школу № 2 в Бучачі (1992), після чого вступив до Бучацького інституту менеджменту і аудиту, який закінчив у 1997 році.
Проживав якийсь час у м. Тернопіль, де грав у гуртах «Nameless», «Bulldozer» та «Ковчег», «The Kallikaz», деякий час — у гурті «Інший».
Переїхавши до Києва, працював у «Гітарному домі», грав у гуртах «Green Bob», «The Joke», «ВмєстоСна», після чого його запросили до «Гайдамаків».